# Sociální ekonomie
Pojem sociální ekonomie poprvé použil hrabě du Buat-Nançay v díle „Eléments de la politique ou recherche sur les vrais principes de l’économie sociale“ (Prvky politiky a výzkumu skutečných principů sociální ekonomiky) v roce 1773. Historicky následovala tzv. světská normativní větev a v ní celá řada badatelů (Heinrich Dietzel, Adolph Wagner, Friedrich Wieser, Gustav Cassel, Alvin S. Johnson), kteří ve svých dílech použili pojem sociální ekonomie. Ve všech případech jde jen o otázku názvu. Obsah jejich díla, i když takto nazvaného, sociální ekonomii neodpovídá.
Existuje také náboženská normativní větev. Ta se snaží o spojení ekonomie s křesťanskou morálkou. Zde lze nalézt jak kleriky, tak laiky. Prvními zástupci náboženské normativní větve jsou Francouzi Charles de Coux a Alban de Villeneuve-Bargemont, na něž navazují, Auguste Ott a Pierre-Guillaume-Fréderic Le Play a Španěl Ramon Dionisio La Sagra. Za základní zdrojové texty náboženské větve sociální ekonomie lze označit encykliky papežů Lva XIII. Rerum novarum (1891), a Pia XI. Quadragesimo Anno (1931).
Na počátku 80. let 20. století viděl jistý potenciál sociální ekonomie, jak způsobit revoluci v ekonomické vědě, R. J. Stephens. Ani on, ani sociální ekonomie však nebyla k tomuto kroku připravena.
Výsledek veškerých snah o pokrok v sociální ekonomii v posledních více než 200 letech lze shrnout do pouhých dvou vět, cituji: „současnou sociální ekonomii nelze zařadit jako samostatný směr ekonomického myšlení. Sociální ekonomie představuje odlišný přístup k ekonomii, ač v současné době nemá vlastní ucelený teoretický systém“ (J. Dušková 2009).
Jako základní příčinu dosavadních neúspěšných snah o rozvoj disciplíny lze označit zejména tu skutečnost, že sociální ekonomie se dosud zabývala jen sociální ekonomikou, tj. konkrétními subjekty. Navíc subjekty situovanými na periferii společnosti. Lze to doložit na práci W. M. Duggera a z našich badatelů O. Čepelky. Výrazným rysem Duggerovy definice sociální ekonomie je omezení na problémy znevýhodněných osob. Podobně práce O. Čepelky se soustřeďuje na výrazně menšinový segment společnosti. V daném případě segment sociálně ohrožené skupiny obyvatelstva. cesta k poznání základních principů sociální ekonomie nevede přes sociálně vyloučené a ohrožené skupiny obyvatelstva. Jedná se zde dokonce o pohled, který přímo znemožňuje poznání obecných principů a následně skutečných problémů a rizik, kterým aktuálně musí čelit tzv. sociálně vyspělá společnost.